# Gynopygoplax crocale
Gynopygoplax crocale är en insektsart som först beskrevs av Gustav Breddin 1902.  Gynopygoplax crocale ingår i släktet Gynopygoplax och familjen spottstritar. Inga underarter finns listade i Catalogue of Life.